# Reid Island
Reid Island ist eine kleine Insel im Archipel der Südlichen Orkneyinseln. Sie liegt vor der Ostseite der Einfahrt zur Iceberg Bay an der Südküste von Coronation Island.
In Kartenmaterial des norwegischen Walfängerkapitäns Petter Sørlle, das anhand von Vermessungen zwischen 1912 und 1915 entstand, ist sie unter dem Namen Reidholmen als Inselgruppe verzeichnet. Namensgeberin ist Sørlles älteste Tochter Reidunn (1909–1988). Vermessungen des Falkland Islands Dependencies Survey zwischen 1948 und 1949 ergaben dagegen, dass es sich nur um eine einzige Insel handelt und übertrugen Sørlles Benennung in anglisierter Form. 